# Robert Schär
Robert Schär (* 5. Februar 1894 in Steffisburg; † 2. Februar 1973 ebenda) war ein Schweizer Maler und Glasmaler.

## Leben
Nach einer Lehre als Keramikmaler besuchte Schär das Technikum in Freiburg. Danach studierte er in München und an der Académie Colarossi in Paris. Durch den Erhalt des Eidgenössischen Kunststipendiums 1927 konnte er nach Florenz und Südfrankreich reisen. Schär war mehr als 30 Jahre Mitglied der Museumskommission des Schlossmuseums im Schloss Thun. Er unterhielt Kontakt zu Max von Mühlenen in Bern und schickte ihm den Thuner Maler und Grafiker Knud Jacobsen zur Weiterbildung.

## Werk
Schär gestaltete zahlreiche Glasfenster in Schulhäusern, Privatwohnungen und Kirchen, zum Beispiel in den Reformierten Kirchen in Möriken, Reutigen, Wabern und Vinelz, in der Dorfkirche Steffisburg oder im Krematorium Thun. Sein bedeutendstes Werk stellen die grossen Glasfenster in der Nydeggkirche Bern dar. Die 1957 und 1958 ausgeführte Arbeit zeigt die vier Evangelisten Matthäus, Markus, Lukas und Johannes. Sein malerisches Werk stellte er an verschiedenen Gruppenausstellungen im Kunstmuseum Thun aus.

## Werke im öffentlichen Raum (Auswahl)

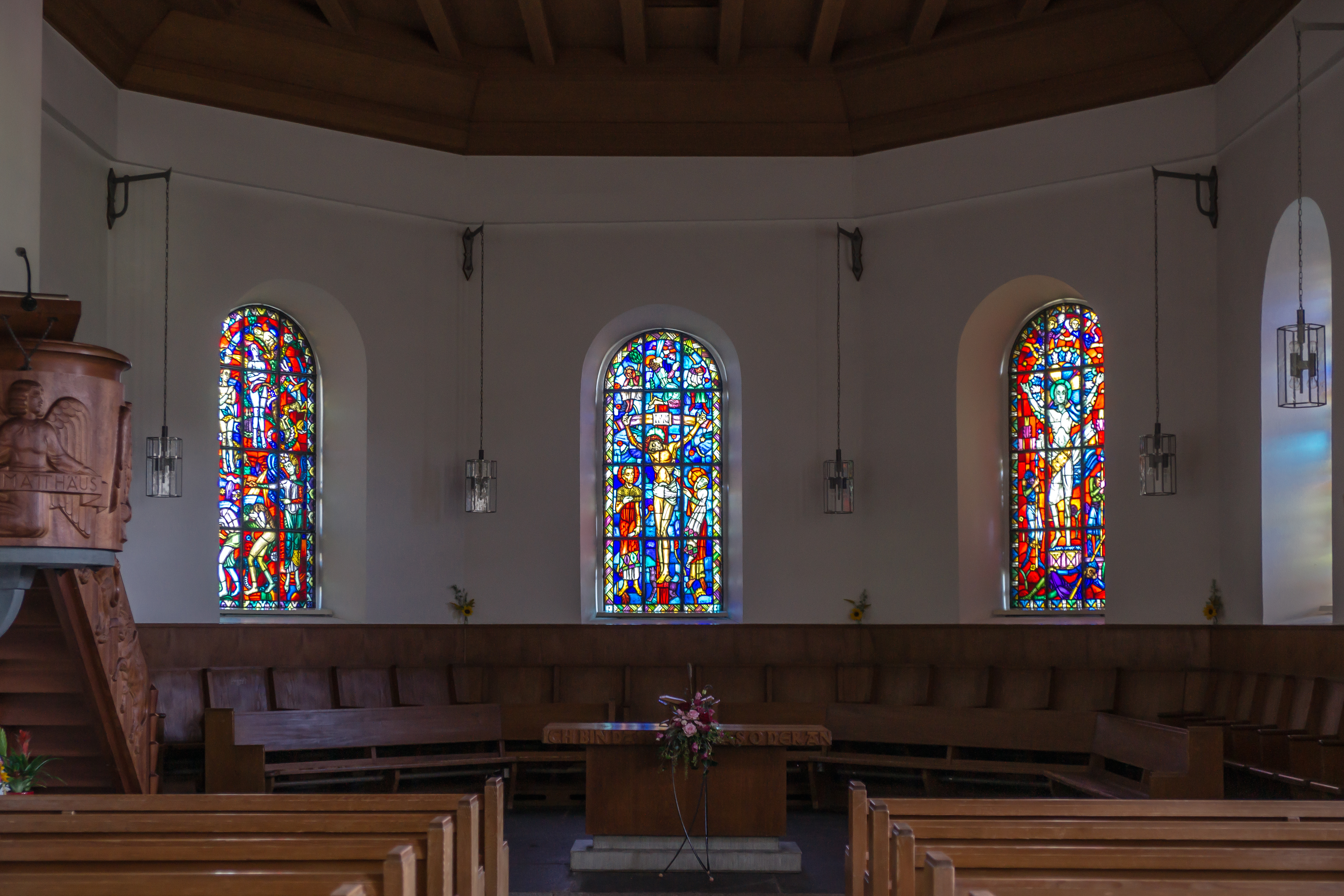
Chorfenster von Robert Schär (Entwurf 1932/1933) in der Reformierten Kirche Signau

- Nydeggkirche und Markuskirche in Bern
- Reformierte Kirche Langnau im Emmental
- Reformierte Kirche Moosseedorf
- Reformierte Kirche Möriken
- Kirche Oberburg BE
- Reformierte Kirche Reutigen
- Dorfkirche Steffisburg
- Reformierte Kirche Vinelz
- Reformierte Kirche Wabern bei Bern
- Krematorium Thun (zusammen mit Glasfenstern von Knud Jacobsen)
- Reformierte Kirche Signau